# Flic Story
Pour plus de détails, voir Fiche technique et Distribution.
Flic Story est un film policier franco-italien de Jacques Deray, sorti en 1975.
Adaptation cinématographique du roman autobiographique du même nom écrit par Roger Borniche en 1973 scénarisée par Jacques Deray et Alphonse Boudard, le film met en scène Alain Delon, également producteur, et Jean-Louis Trintignant et raconte l'histoire, qui se déroule dans l'après-guerre, de la traque du dangereux truand Émile Buisson (Trintignant) par l'inspecteur de police Roger Borniche (Delon).

## Synopsis
L'histoire romancée de Roger Borniche, un inspecteur de police qui traque le dangereux criminel Émile Buisson dans le Paris d'après-guerre.

## Fiche technique
Sauf indication contraire, les informations mentionnées dans cette section peuvent être confirmées par la base de données cinématographiques Unifrance,  présente dans la section « Liens externes ».
- Titre original : Flic Story[2]
- Réalisation : Jacques Deray
- Assistant réalisateur : Thierry Chabert
- Scénario : Jacques Deray et Alphonse Boudard, d'après le roman autobiographique du même nom de Roger Borniche
- Photographie : Jean-Jacques Tarbès
- Montage : Henri Lanoë
- Cascades : Rémy Julienne
- Musique : Claude Bolling
- Décors : Théobald Meurisse
- Costumes : Hélène Nourry
- Scripte : Bénédicte Kermadec
- Producteurs : Julien Derode, Raymond Danon, Alain Delon
- Sociétés de production : Adel Productions, Lira Films, Mondial Televisione Film
- Pays de production :  France (majoritaire),  Italie
- Langue de tournage : français
- Format : couleur Eastmancolor - 1,66:1 - Son mono - 35 mm
- Genre : policier, thriller
- Durée : 
  - Allemagne : 107 minutes
  - France : 112 minutes
- Dates de sortie : 
  - France : 1er octobre 1975
  - Allemagne de l'Ouest : 14 novembre 1975
  - Espagne : 24 mai 1976
  - Allemagne de l'Est : 8 avril 1977

## Distribution
- Alain Delon : l'inspecteur Roger Borniche
- Jean-Louis Trintignant : Émile Buisson
- Renato Salvatori (doublé par Francis Lax) : Mario Poncini, dit « Mario le Rital »
- Claudine Auger : Catherine (Le livre s'appelle "Marlize".Prototype – Martine Borniche, qui en réalité n'était pas une petite amie, mais l'épouse de Roger Borniche)
- Maurice Biraud : le patron de l'hôtel Saint-Apolline
- André Pousse : Jean-Baptiste Buisson dit « Le Nus », le frère d'Émile
- Mario David : Raymond Pelletier
- Paul Crauchet : Paul Roubier, dit « Paulo le Bombé »
- Denis Manuel : l'inspecteur Lucien Darros
- Marco Perrin : le commissaire Vieuchêne (son prototype est le commissaire Charles Chenevier, qui fut le chef de Roger Borniche)
- Henri Guybet : l'inspecteur Robert Hidoine
- Maurice Barrier : René Bollec
- Françoise Dorner : Suzanne Bollec, la logeuse de Buisson
- William Sabatier : Ange, le patron du cabaret
- Adolfo Lastretti : Jeannot, le niçois
- Frédérique Meininger : Mado, la femme de Raymond
- Giampiero Albertini : Marcel
- Catherine Lachens : Jenny, la prostituée polonaise
- Lionel Vitrant : un gendarme
- Christine Boisson : Jocelyne
- Rossana Di Lorenzo : Marie
- Jacques Marin : le patron de l'auberge à Saint-Rémy-lès-Chevreuse
- Annick Berger : la patronne de l'auberge
- Alphonse Boudard : l'imprimeur faussaire (non crédité)
- Michel Charrel : un inspecteur (non crédité)
- Rémy Julienne : le 1er motard (non crédité)

## Tournage
Le film a été tourné dans les départements, :
- à Paris
  - 7e arrondissement : place de Fontenoy - UNESCO
  - 12e arrondissement : zoo de Vincennes, avenue de Saint-Maurice, bois de Vincennes, avenue de Gravelle
  - 13e arrondissement : rue Watt
  - 14e arrondissement : prison de la Santé, rue de la Santé
  - 15e arrondissement : pont de Bir-Hakeim, port de Suffren, quai de Grenelle
  - 16e arrondissement : avenue de la Porte-Molitor, piscine Molitor
  - 18e arrondissement : rue André-Antoine
  - 20e arrondissement : rue Gasnier-Guy, rue Désirée, rue des Partants, station de métro Gambetta, rue Stendhal, Chemin du Parc-de-Charonne
- des Yvelines
  - Auffargis
  - Jouars-Pontchartrain
- du Hauts-de-Seine
  - Studios de Boulogne-Billancourt
- du Val-de-Marne
  - Vincennes
- du Val d'Oise
  - Aincourt

## Accueil
Le film fait 1 970 875 entrées en France (16e du box-office France 1975) et 525 535 entrées en Espagne.